# Blind Husbands
Blind Husbands (Brasil: Maridos Cegos / Portugal: A Lei das Montanhas) é um filme norte-americano de 1919, do gênero drama, dirigido por Erich von Stroheim. O filme é uma adaptação da história The Pinnacle, de Stroheim.
Foi o filme de estreia do ator Erich von Stroheim como diretor, onde ele também atuou um dos papéis principais do elenco.

## Elenco
- Sam De Grasse – Doutor Robert Armstrong, o marido
- Francelia Billington – Margaret Armstrong, a esposa
- Erich von Stroheim – Lieutenant Eric Von Steuben
- Gibson Gowland – Silent Sepp
- Fay Holderness
- Ruby Kendrick
- Valerie Germonprez
- Jack Perrin
- Richard Cummings – Dr. Brunner, o médico da aldeia
- Louis Fitzroy
- William Duvalle
- Jack Mathes
- Percy Challenger

## Produção
O título de trabalho do filme foi The Pinnacle.